# Marketing multinivel
El marketing multinivel (multi-level marketing o MLM, por sus siglas en inglés) es una estrategia controvertida de mercadotecnia donde los asociados son retribuidos no solo por las ventas que ellos generan, sino también las ventas realizadas por los individuos que forman parte de su estructura organizativa o red. También conocido como marketing en red o marketing de referidos, aunque en principio es diferente a la venta piramidal, según la Comisión Federal de Comercio de Estados Unidos algunas compañías multinivel constituyen esquemas piramidales ilegales por su parecido, explotando a miembros de su organización.
El marketing multinivel es un tipo de venta directa. Habitualmente, los comerciantes venden productos directamente a los consumidores por medio de recomendaciones y marketing de boca a boca. Los comerciantes de MLM no solo venden los productos de la compañía, sino que invitan a otras personas a unirse a ella como distribuidores. Las empresas practicantes del marketing multinivel sostienen que el atractivo de esta estrategia es generar ingresos a través de las ventas directas y la creación de redes de asociados que se convierten en distribuidores. A partir de equipos de trabajo, que buscan expandirse por recomendación boca a boca (y con el uso de redes sociales como Facebook y WhatsApp), las compañías multinivel buscan crear un sistema de compensación que incentive a los distribuidores compartir los productos o servicios que utilizan. También suelen proporcionar servicios de entrenamiento.
Las compañías de marketing multinivel han sido objeto de críticas y demandas debido a su similitud con esquemas piramidales ilegales, fijación de precios, altos costes iniciales, énfasis en el reclutamiento de vendedores de menor nivel sobre ventas reales, presión para que los vendedores adquieran y usen los productos de la compañía, explotación de relaciones interpersonales y capital social para fines de venta y reclutamiento, esquemas de compensación ambiguos y a veces exagerados y el uso de técnicas similares a las sectas por algunos grupos para incrementar el entusiasmo y lealtad de sus miembros. Las empresas de multinivel se han vuelto ilegales o están estrictamente reguladas en algunas jurisdicciones, como por ejemplo en China continental, donde han sido clasificadas como meras variaciones de esquemas piramidales.

### Origen del Marketing Multinivel
El origen del marketing multinivel se remonta a Carl Rehnborg, quien en 1934 fundó Nutrilite, una empresa dedicada a la venta de suplementos alimenticios. Durante su estancia en China, Rehnborg observó la relación entre la nutrición y la salud. Al regresar a Estados Unidos, creó una línea de suplementos basada en extractos de plantas, junto con un sistema de ventas innovador que permitía a los distribuidores ganar comisiones tanto por sus ventas directas como por las de los distribuidores que reclutaban, sentando así las bases del MLM.
Este modelo de negocio fue posteriormente adoptado por empresas como Amway, fundada en 1959 por Jay Van Andel y Rich DeVos, y se popularizó hasta convertirse en uno de los modelos más usados en la industria.

### Diferencia entre MLM y Esquema Ponzi
Aunque algunas personas confunden el marketing multinivel con los esquemas piramidales o de Ponzi, existen diferencias clave. Un esquema Ponzi promete ganancias derivadas del dinero de nuevos inversores sin ofrecer un producto tangible. En contraste, el MLM legítimo genera ingresos a partir de la venta de productos reales a consumidores finales. Las pirámides ilegales se centran únicamente en el reclutamiento, sin un énfasis en las ventas al por menor.

## Venta directa vs. MLM
Muchas empresas de ventas ofrecen a sus vendedores comisiones provenientes de las personas que invitan a integrarse a la compañía. Las ventas directas son un modelo de negocio controvertido, y los críticos lo asemejan a los fraudulentos esquemas piramidales o esquemas Ponzi. En Estados Unidos, Herbalife fue investigada desde el año 2014 por el presunto uso de esquemas piramidales en su sistema de reclutamiento. La Comisión Federal del Comercio estableció el cierre de este caso en julio de 2016, definiendo que el modelo de negocio de Herbalife debe ser reestructurado para que las retribuciones a los distribuidores provengan un 80% de ventas directas a los consumidores finales, y no principalmente del autoconsumo, y pagar una multa de $200 millones de dólares.  Este caso ha tenido repercusiones en las prácticas de las empresas de marketing multinivel.
El investigador Dominique Xardel ha descrito el "marketing en red" y el "marketing multinivel" (MLM) como sinónimos, siendo un tipo de venta directa. Otros términos que a veces se utilizan para describir el marketing multinivel incluyen "marketing boca a boca", "distribución interactiva" y "marketing de referidos". Los críticos han argumentado que el uso de estos y otros términos son solo un esfuerzo por establecer distinciones entre el marketing multinivel y los esquemas piramidales donde de manera sustantiva no existen. También han señalado que el principal objetivo de ventas de las empresas de MLM a sus participantes y posibles participantes no son sus productos o servicios, que en la práctica pueden ser periféricos al modelo de MLM, sino la confianza otorgada a los participantes de una posible independencia financiera a través de su participación en la red.
La Direct Selling Association (DSA), un grupo de cabildeo para la industria de MLM en Estados Unidos, informó que en 1990 solo el 25% de sus miembros usaban el modelo de negocio de MLM. Para 1999, había aumentado al 77,3%. En 2009, el 94,2% de los miembros de DSA utilizaban MLM, lo que representaba el 99,6% de los vendedores y el 97,1% de las ventas. Empresas como Avon, Electrolux, Tupperware y Kirby eran todas originalmente empresas de marketing de un solo nivel, que utilizaban ese modelo de venta directa tradicional para posicionar sus productos, pero después introdujeron planes de compensación multinivel, convirtiéndose en compañías de MLM. La DSA tiene aproximadamente 200 empresas miembro, mientras se estima que hay más de 1000 empresas que utilizan el marketing multinivel en Estados Unidos.

## Nivel de beneficios
Varias fuentes han comentado el margen de beneficios de empresas multinivel específicas o de empresas multinivel en general:
- Autores como Robert Kiyosaki y Donald Trump, en su libro "Queremos que seas rico", destacan el MLM como una forma de alcanzar la libertad financiera, especialmente en tiempos de crisis económica.[33]Sin embargo, no todas las personas logran el éxito en el MLM. Los ingresos dependen en gran medida del liderazgo, la disciplina y el volumen de ventas generados por cada distribuidor.[34]
- En su libro "Los nuevos profesionales", Charles King destaca los beneficios del MLM, tales como la accesibilidad para emprendedores con baja inversión inicial, la flexibilidad para organizar el tiempo de manera independiente, el desarrollo de habilidades empresariales y de liderazgo, y el acceso a una red de apoyo que fomenta el crecimiento colectivo y personal.[35]
- En el libro "Network Marketing: The View from Harvard", Charles King y James Robinson presentan los beneficios del MLM como un modelo empresarial inclusivo que permite a las personas generar ingresos adicionales con bajos riesgos financieros. Subrayan la capacidad del MLM para construir redes de distribución extensas y la oportunidad de desarrollar habilidades empresariales y de liderazgo, proporcionando una estructura de apoyo entre los participantes.[36]
- The Times: "La investigación del gobierno ha revelado que solo el 10% de los agentes de Amway en Reino Unido consiguen algún beneficio. Además, solo una tasa menor a 1 entre 10 consiguen vender un producto o más."[37]
- Scheibeler, un miembro de alto nivel de Amway (esmeralda): "La justicia de Reino Unido descubrió en 2008 que de una población de 33.000 IBO (representantes independientes) 'solo unos 90 tuvieron ingresos suficientes para cubrir los costes de construir su negocio.' Esto representa una pérdida a razón del 99.7 para las personas que invierten en la empresa."[38]

Autores como Robert Kiyosaki y Donald Trump, en su libro Queremos que seas rico, destacan el MLM como una forma de alcanzar la libertad financiera, especialmente en tiempos de crisis económica.
- Newsweek: De acuerdo al informe de beneficios divulgado por Mona Vie en 2007 "menos del 1% califica (es decir, cumple los requisitos) para recibir comisiones y de aquellos solo el 10% consigue más de 100 dólares a la semana."[39]
- Business Students Focus on Ethics: "En Estados Unidos, el promedio de beneficios del marketing multinivel para el 90% de sus miembros es igual o menor a 5000 dólares al año, que está lejos de ser suficiente para vivir una vida normal. (San Lian Life Weekly 1998)"[40]

## Críticas
La Comisión Federal de Comercio de Estados Unidos aconseja que las organizaciones multinivel con mayores incentivos al reclutamiento que a las ventas de productos sean tratadas escépticamente.
La tasa de pérdida de las personas reclutadas para MLM es aproximadamente del 99,9% tras haber restado todos los gastos incluyendo la adquisición de productos de la compañía. En parte esto se debe a que las compañías MLM fomentan a los iniciados a que recluten a más gente para competir con ellos, llevando a la saturación del mercado.
Otra crítica es que el marketing multinivel ha perdido utilidad como práctica de negocios legítima. El argumento esgrimido es que cuando los Estados Unidos era conjunto de pueblos aislados relativamente pequeños y áreas rurales no accesibles fácilmente para las pequeñas compañías, el marketing multinivel era una manera eficaz de dar a conocer y de vender productos o servicios, pero la aparición del comercio a través de internet y la posibilidad de informar y vender directamente a consumidores han convertido a este modelo en obsoleto y ha reducido las ganancias de este esquema de negocios. Por ello al día de hoy, casi todos los negocios MLM modernos ostensiblemente venden bienes y servicios con un precio excesivo (si es que existe un producto o servicio real) como una fina capa de legitimidad mientras que sus miembros son llevados a reclutar aún más gente dentro del multinivel, convirtiendo efectivamente estos programas en esquemas piramidales. A causa del énfasis en reclutar competidores por encima de las ventas, algunos investigadores opinan que, en el mejor de los casos, los negocios MLM modernos no son más que esquemas piramidales legalizados.

## Legalidad y legitimidad

### Arabia Saudita
El marketing MLM está prohibido en Arabia Saudita al imponerse una fetua a nivel nacional. Por esta razón, empresas multinivel como Amway, Mary Kay, Oriflame y Herbalife solo pueden vender sus productos por internet, de manera convencional.

### Bangladés
En 2015, el gobierno de Bangladés prohibió todo tipo de comercio multinivel nacional y extranjero en el país.

### China continental
El marketing multinivel (chino simplificado: 传销; chino tradicional: 傳銷; pinyin: chuán xiāo) fue introducido por primera vez en China continental por empresas estadounidenses, taiwanesas y japonesas tras la reforma económica china de 1978. El marketing multinivel fue prohibido en el continente por el gobierno en 1998, citando cuestiones sociales, económicas y fiscales.

### Estados Unidos
Las empresas de MLM operan en los 50 estados de EE. UU. Las empresas nacionales suelen utilizar términos como "marketing de afiliados" o "franquicias comerciales desde el hogar".  A lo largo de los años, algunas fuentes han comparado las empresas de MLM con esquemas piramidales. Uno de los casos más sonados fue la acusación en 1975 de que Amway operaba como una pirámide. Tras una investigación de varios años, la Comisión Federal de Comercio concluyó en 1979 que Amway no operaba como un esquema piramidal, resolviendo así las acusaciones en su contra. Este fallo fue un importante precedente para la industria del marketing multinivel en los EE. UU.

## Ventajas y Desafíos del MLM
Uno de los principales atractivos del marketing multinivel es la flexibilidad y la oportunidad de generar ingresos residuales mediante la construcción de redes de distribuidores. Autores como Robert Kiyosaki y Donald Trump, en su libro Queremos que seas rico, destacan el MLM como una forma de alcanzar la libertad financiera, especialmente en tiempos de crisis económica. Sin embargo, no todas las personas logran el éxito en el MLM. Los ingresos dependen en gran medida del liderazgo, la disciplina y el volumen de ventas generados por cada distribuidor.
Aunque algunos distribuidores han alcanzado el estatus de multimillonarios, muchos otros no logran generar ganancias sustanciales debido a las altas tasas de rotación y las dificultades para crear una red sólida. Esto depende en gran medida de la capacitación, la dedicación y las estrategias implementadas.

## Impacto Global y Evolución del Marketing Multinivel
El marketing multinivel (MLM) ha evolucionado desde sus inicios hasta convertirse en una de las principales formas de ventas directas a nivel global, generando más de 195 mil millones de dólares en ingresos anuales según la World Federation of Direct Selling Associations (WFDSA). Este modelo ha empoderado a millones de personas alrededor del mundo, ofreciendo oportunidades de emprendimiento accesible y flexible, que en muchos casos han mejorado significativamente la calidad de vida de quienes participan, especialmente en países como Brasil, México, Corea del Sur y Estados Unidos.
El modelo tradicional del MLM, basado en reuniones presenciales y ventas de persona a persona, ha experimentado una transformación radical con la llegada de las plataformas digitales y las redes sociales. Hoy en día, empresas líderes del sector como Amway, Herbalife, Mary Kay y Vorwerk han integrado tecnologías como Instagram, Facebook, y herramientas de comercio electrónico para potenciar las ventas y la interacción con sus distribuidores. Esto ha facilitado la creación de redes globales y ha permitido una mayor capacidad para personalizar las interacciones con los clientes. Además, con eventos en vivo y estrategias de comercio social, los distribuidores pueden interactuar en tiempo real con audiencias globales, lo que ha expandido significativamente el alcance del modelo.